# Alvin E. Roth
Alvin E. Roth (n. 18 decembrie 1951, New York City, New York, SUA) este un economist american, profesor de științe economice și administrație la Harvard Business School. Împreună cu Lloyd S. Shapley, a fost distins cu Premiul Nobel pentru Economie în anul 2012, pentru teoria alocațiilor stabile și practica mecanismelor de piață.